# 1. jugoslawische Fußballliga 1930/31
Die 1. jugoslawische Fußballliga 1930/31 war die neunte Spielzeit der höchsten jugoslawischen Spielklasse im Fußball der Männer. Sie begann am 6. September 1931 und endete am 6. Dezember 1931.
Meister wurde Belgrader SK.

## Modus
In diesem Jahr wurden mit Niš und Cetinje zwei neue Regionalverbände gegründet. An der Qualifikation nahmen 21 Mannschaften teil. Nach einer Abstimmung am 6. April 1931 wurde der Modus geändert. Statt des K.-o.-Systems wurden die Mannschaften in drei Gruppen (Zagreb, Belgrad und Vojvodina) eingeteilt. Von denen qualifizierte sich aus der Gruppe 1 drei Teams, aus der Gruppe 2 zwei und aus der Gruppe 3 nur ein Verein.
Die sechs Endrundenteilnehmer spielten an zehn Spieltagen jeweils zweimal gegeneinander.

## Teilnehmer und Spielorte
| Verein               | Stadt    | Qualifikation                      |
| -------------------- | -------- | ---------------------------------- |
| Belgrader SK         | Belgrad  | Erster Gruppe 2                    |
| FK Mačva Šabac       | Šabac    | Erster Gruppe 3                    |
| SAŠK Sarajevo        | Sarajevo | Zweiter Gruppe 2                   |
| Hajduk Split         | Split    | Zweiter Gruppe 1                   |
| HŠK Concordia Zagreb | Zagreb   | Dritter Gruppe 1, Titelverteidiger |
| HŠK Građanski Zagreb | Zagreb   | Erster Gruppe 1                    |

## Endrunde
| Pl. | Verein                   | Sp. | S  | U | N | Tore    | Quote | Punkte |
| --- | ------------------------ | --- | -- | - | - | ------- | ----- | ------ |
| 1.  | Belgrader SK             | 10  | 10 | 0 | 0 | 032:600 | 5,33  | 20:0   |
| 2.  | HŠK Concordia Zagreb (M) | 10  | 5  | 1 | 4 | 024:180 | 1,33  | 11:90  |
| 3.  | HŠK Građanski Zagreb     | 10  | 4  | 2 | 4 | 010:100 | 1,00  | 10:10  |
| 4.  | Hajduk Split             | 10  | 3  | 3 | 4 | 013:160 | 0,81  | 09:11  |
| 5.  | SAŠK Sarajevo            | 13  | 3  | 3 | 7 | 018:280 | 0,64  | 09:17  |
| 6.  | FK Mačva Šabac           | 10  | 1  | 2 | 7 | 008:270 | 0,30  | 04:16  |

| (M) | amtierender jugoslawischer Meister |

| 1930/31              | BSK | CON | GRA | HAJ | SAŠ | MAČ |
| -------------------- | --- | --- | --- | --- | --- | --- |
| Belgrader SK         |     | 2:1 | 2:1 | 4:0 | 4:0 | 3:0 |
| HŠK Concordia Zagreb | 2:6 |     | 1:0 | 4:0 | 5:2 | 5:2 |
| HŠK Građanski Zagreb | 1:2 | 2:1 |     | 1:1 | 1:0 | 1:0 |
| Hajduk Split         | 0:2 | 3:0 | 1:1 |     | 3:1 | 3:0 |
| SAŠK Sarajevo        | 0:4 | 1:5 | 1:2 | 2:1 |     | 7:1 |
| FK Mačva Šabac       | 1:3 | 0:0 | 1:0 | 1:1 | 2:4 |     |